# ناحیه ادامز، شهرستان کمبریا، پنسیلوانیا
ناحیه ادامز، بخش کمبریا، پنسیلوانیا (به انگلیسی: Adams Township, Cambria County, Pennsylvania) در ایالات متحده آمریکا است که در پنسیلوانیا واقع شده‌است.

## خصوصیات
ناحیه ادامز ۶٬۴۹۵ نفر جمعیت دارد.